# Алфа Ромео 166
Алфа Ромео 166 (Тип 938) е седан от висок клас, произвеждан от Алфа Ромео в началото на XXI век.
Автомобилът е бил проектиран преди Алфа Ромео 156, тъй като е била почти отписана за производство в края на 1994 година. Алфа Ромео направи 166 на основата на Ланча Каппа, радикално променила настройката на окачването и също така използвала промяна в интериора. Автомобилът първоначално е бил наличен с 2.0 литров Twin Spark (155 PS), 2.5 V6 (190 PS), 3.0 V6 (226 PS) или V6 2.0 Turbo (205 PS) бензинов двигател. Дизеловите двигатели са L5 2.4 10v турбодизел с обща турбина, със 136 к.с. (100 кВт; 134 к.с.), 140 к.с. (103 кВт; 138 к.с.) и мощност 150 к.с. (110 кВт; 148 к.с.).